# Joseph-Camille Pouliot
Pour les articles homonymes, voir Pouliot.
Joseph-Camille Pouliot (1er août 1865 à Fraserville (Rivière-du-Loup) - 20 décembre 1935 ) à Rivière-du-Loup, Québec) était un avocat et un juge québécois. Il était le juge de la Cour Supérieure du Québec pour le district d'Arthabaska, du 10 janvier 1910 jusqu'au 20 décembre 1935.

## Ses origines
Joseph-Camille Pouliot vient au monde à Fraserville, dans le Bas-Saint-Laurent, dans une famille de politiciens et d'avocats. Il est le fils de Jean-Baptiste Pouliot, notaire et homme politique, et de Marie-Henriette-Sophronie Blais. Après avoir fait des études classiques au petit séminaire de Québec, il s'inscrit à la Faculté de droit de l'Université Laval où il fera la connaissance de Louis-Alexandre Taschereau. Il obtient sa licence en 1888 et il est admis au Barreau de la province de Québec l'année suivante.

## Son implication sociale et politique
Toute sa vie, il fréquentera des figures de l'élite canadienne-française. Il comptera notamment parmi ses amis intimes Wilfrid Laurier, qui sera l'un de ses camarades de pêche les plus assidus. Il lui demandera, à lui et son épouse Zoé, d'être les parrain et marraine de sa fille Françoise.
En 1889, Pouliot commence la pratique du droit à Fraserville d'abord avec son frère Charles-Eugène Pouliot, puis en 1897 il forme un cabinet avec les jeunes avocats Émile Gagnon, Ernest Lapointe, Adolphe Stein et Dominique Lévesque, père de René Lévesque, tous actifs dans le milieu des affaires et proches du Parti libéral. Il est aussi actif sur le plan des affaires. Il met sur pied la Compagnie de téléphone de Kamouraska en 1903 et s'implique auprès de la Compagnie Trans Saint-Laurent.
S'il rencontre le succès en droit et en affaires, la politique ne s'avèrera pas aussi fructueuse qu'il l'eut souhaité. Il se présente comme candidat libéral à l'élection fédérale de 1908 dans le comté de Charlevoix, mais il est défait. Finalement, en 1910, il est nommé juge à la Cour supérieure du Québec pour le district d'Arthabaska. Il occupera cette fonction le reste de sa vie.
Il publie aussi de nombreux ouvrages historiques et religieux, ainsi qu'un pamphlet sur les dangers de l'alcoolisme.

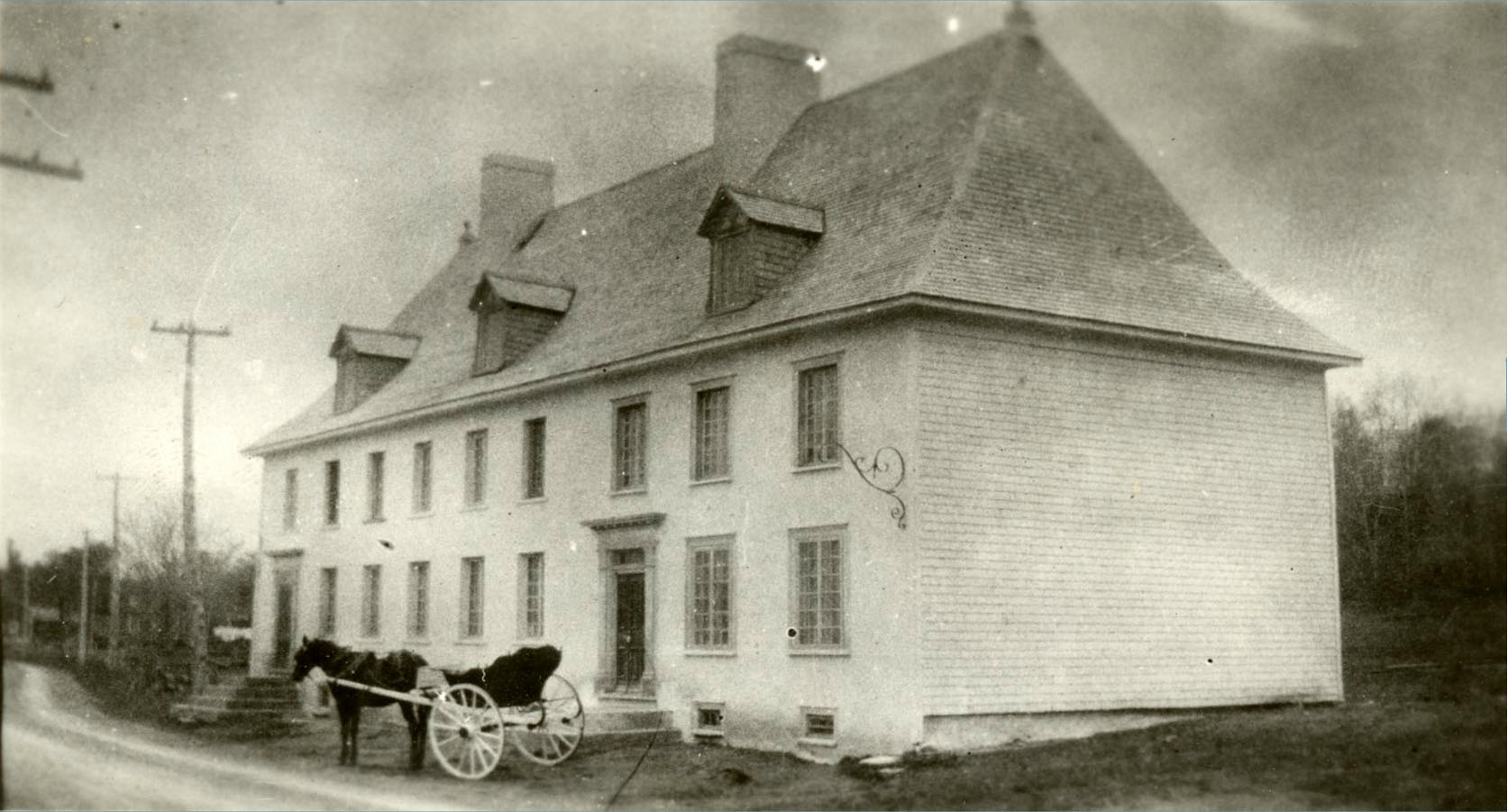
Le Manoir Mauvide-Genest (construit en 1734) restauré en 1926 par l'Honorable Joseph-Camille Pouliot.

### Manoir Mauvide-Genest
En 1926, le juge Pouliot fait l'acquisition du manoir Mauvide-Genest sur l'île d'Orléans. Amateur d'histoire, il entreprend alors la restauration de ce bâtiment de l'époque de la Nouvelle-France, bâti en 1734. Un homme très croyant, il fera entre autres la construction d'une chapelle adjacente au manoir. Ce manoir est aujourd'hui un musée et un centre d'interprétation.

## Vie familiale
Il épouse à Montréal Yvonne Hudon, le 12 janvier 1892 à l'Église Saint-Jacques-le-Majeur. Ils eurent quatre enfants : Jean-Léon Pouliot (1892-1961) est un avocat. Marie-Crescence (1895-1974) épouse en 1915 le futur député fédéral de Kamouraska Georges Bouchard. Camille-Eugène Pouliot (1897-1967), est médecin et député de Gaspé-Sud pour l'Union nationale de 1936 à 1962 et ministre de la Chasse et des Pêcheries du 30 août 1944 au 5 juillet 1960. Louis-Joseph Pouliot (1900-?).
Il se remarie à Montréal, en 1904, avec Marie Bourgoin. Ils eurent un fils, Adrien (1905-1993), jésuite et historien.
Il se marie une troisième fois, toujours à Montréal, le 26 juin 1906, avec Eugénie Lemieux, sœur du sénateur Rodolphe Lemieux. Ils eurent quatre enfants :   Marcelle (1907-1915),Berthe (1909-1945), Françoise (1911-1958) et Paul-Louis (1912-1953), ingénieur civil et époux de Louise Mathys.
Il meurt à Rivière-du-Loup le 20 décembre 1935.